# Alte Leier
Der Ausdruck alte Leier, auch die gleiche Leier oder dieselbe Leier, bezeichnet umgangssprachlich eine vielfach wiederholte, längst bekannte Äußerung oder Information.
Die Wendung geht zurück auf das traditionelle Saiteninstrument, die Leier, die aufgrund ihrer wenigen Saiten einen nur geringen Ton- und Artikulationsumfang besitzt und meist auf eine festgelegte Tonlage abgestimmt war. Sie steht in dieser Redewendung als ein Bild für die ständige Wiederholung und Eintönigkeit, die Mitmenschen langweilt oder gar nervt.